# Gabriela Navrátilová
Ne pas confondre avec Martina Navrátilová, également joueuse de tennis.
Gabriela Navrátilová Chmelinova (née le 2 juin 1976) est une joueuse de tennis tchèque, professionnelle de 1992 à 2008.
Jusqu'en 2003, elle participe essentiellement à des épreuves du circuit ITF en Europe : elle y obtient de notables succès (soixante-et-un titres glanés durant sa carrière).
À partir de 2004, elle se consacre exclusivement au double dames. Son classement dans la discipline progresse, lui permettant de s'aligner dans la plupart des tournois WTA du calendrier. L'année suivante, associée à Michaela Paštiková, elle atteint les demi-finales de l'Open d'Australie, le meilleur résultat de sa carrière en Grand Chelem.
Gabriela Navrátilová a joué six finales WTA en double dames, avec quatre partenaires différentes, sans parvenir à s'imposer. 
Elle a un lien de parenté avec son illustre compatriote Martina Navrátilová par son grand-père paternel.

## Palmarès

### Titre en double dames
Aucun

### Finales en double dames
| No | Date       | Nom et lieu du tournoi             | Catégorie | Dotation  | Surface         | Vainqueures                             | Partenaire         | Score          |          |
| -- | ---------- | ---------------------------------- | --------- | --------- | --------------- | --------------------------------------- | ------------------ | -------------- | -------- |
| 1  | 01/03/2004 | Abierto Mexicano Movistar Acapulco | Tier III  | 170 000 $ | Terre (ext.)    | Lisa McShea Milagros Sequera            | Olga Blahotová     | 2-6, 7-65, 6-4 | Parcours |
| 2  | 12/04/2004 | Estoril Open Estoril               | Tier V    | 110 000 $ | Terre (ext.)    | Emmanuelle Gagliardi Janette Husárová   | Olga Blahotová     | 6-3, 6-2       | Parcours |
| 3  | 10/01/2005 | Canberra Women’s Classic Canberra  | Tier V    | 110 000 $ | Dur (ext.)      | Tathiana Garbin Tina Križan             | Michaela Paštiková | 7-5, 1-6, 6-4  | Parcours |
| 4  | 11/07/2005 | Internazionali di Modena           | Tier IV   | 140 000 $ | Terre (ext.)    | Yuliya Beygelzimer Mervana Jugić-Salkić | Michaela Paštiková | 6-2, 6-0       | Parcours |
| 5  | 05/02/2007 | Open Gaz de France Paris           | Tier II   | 600 000 $ | Moquette (int.) | Cara Black Liezel Huber                 | Vladimíra Uhlířová | 6-2, 6-0       | Parcours |
| 6  | 23/04/2007 | Grand Prix Budapest                | Tier III  | 175 000 $ | Terre (ext.)    | Ágnes Szávay Vladimíra Uhlířová         | Martina Müller     | 7-5, 6-2       | Parcours |

## Parcours en Grand Chelem

### En simple
N'a jamais participé à un tableau final.

### En double dames
| Année | Open d'Australie             | Open d'Australie           | Internationaux de France      | Internationaux de France   | Wimbledon                     | Wimbledon                  | US Open                       | US Open                   |
| ----- | ---------------------------- | -------------------------- | ----------------------------- | -------------------------- | ----------------------------- | -------------------------- | ----------------------------- | ------------------------- |
| 2003  | -                            | -                          | -                             | -                          | -                             | -                          | 1er tour (1/32) De Villiers   | B. Mattek Shenay Perry    |
| 2004  | -                            | -                          | 1er tour (1/32) O. Blahotová  | B. Schett P. Schnyder      | 1er tour (1/32) O. Blahotová  | S. Asagoe Rika Fujiwara    | 1er tour (1/32) O. Blahotová  | Lisa McShea C. Morariu    |
| 2005  | 1/2 finale M. Paštiková      | L. Davenport C. Morariu    | 2e tour (1/16) M. Paštiková   | V. Ruano Paola Suárez      | 2e tour (1/16) M. Paštiková   | V. Dushevina Shahar Peer   | -                             | -                         |
| 2006  | 1er tour (1/32) M. Paštiková | C. Dellacqua T. Musgrave   | 1er tour (1/32) M. Paštiková  | Liezel Huber Navrátilová   | 1er tour (1/32) M. Paštiková  | I. Benešová B. Z. Strýcová | 1er tour (1/32) Kaia Kanepi   | N. Dechy V. Zvonareva     |
| 2007  | 1er tour (1/32) Hana Šromová | S. Arvidsson V. Uhlířová   | 2e tour (1/16) M. Müller      | M. Camerin Gisela Dulko    | 1er tour (1/32) M. Müller     | B. Mattek B. Stewart       | 1er tour (1/32) M. Müller     | C. Morariu Shaughnessy    |
| 2008  | 2e tour (1/16) K. Zakopalová | L. Davenport D. Hantuchová | 1er tour (1/32) Tamira Paszek | T. Bacsinszky Alizé Cornet | 1er tour (1/32) K. Zakopalová | Émilie Loit P. Parmentier  | 1er tour (1/32) Petra Kvitová | I. Benešová G. Voskoboeva |

Sous le résultat, la partenaire ; à droite, l’ultime équipe adverse.

### En double mixte
| Année | Open d'Australie | Open d'Australie | Internationaux de France | Internationaux de France | Wimbledon                 | Wimbledon              | US Open | US Open |
| 2005  | -                | -                | -                        | -                        | 1er tour (1/32) Petr Pála | M. Kirilenko G. Oliver | -       | -       |

Sous le résultat, le partenaire ; à droite, l’ultime équipe adverse.

## Classements WTA en fin de saison

### En simple
| Année | 1992 | 1993 | 1994 | 1995 | 1996 | 1997 | 1998 | 1999 | 2000 | 2001 | 2002 | 2003 | 2004 | 2005 |
| Rang  | 933  | 627  | 480  | 571  | 366  | 317  | 318  | 365  | 360  | 438  | 304  | 277  | 434  | 751  |

Source : (en) « Classements de Gabriela Navrátilová », sur le site officiel du WTA Tour

### En double
| Année | 1993 | 1994 | 1995 | 1996 | 1997 | 1998 | 1999 | 2000 | 2001 | 2002 | 2003 | 2004 | 2005 | 2006 | 2007 | 2008 |
| Rang  | 616  | 554  | 375  | 328  | 225  | 196  | 194  | 247  | 244  | 164  | 113  | 67   | 44   | 70   | 62   | 137  |

Source : (en) « Classements de Gabriela Navrátilová », sur le site officiel du WTA Tour